# Chachersk
Chachersk (bielorruso: Чачэ́рск) o Chechersk (ruso: Чече́рск) es una ciudad subdistrital de Bielorrusia, capital del distrito homónimo en la provincia de Gómel.
En 2022, la ciudad tenía una población de 8844 habitantes.
Se conoce la existencia del asentamiento en documentos desde 1159, cuando se menciona en el Códice de Hipacio. En el siglo XIV se integró en el Gran Ducado de Lituania, que en 1510 le otorgó el Derecho de Magdeburgo. En 1629, Segismundo III Vasa concedió a Chachersk el derecho a organizar dos ferias anuales. En la partición de 1772, Chachersk pasó a formar parte del Imperio ruso, dentro del cual fue una localidad importante en el uyezd de Rahachow. En 1926 se integró en la RSS de Bielorrusia, que le dio el estatus de asentamiento de tipo urbano en 1938 y el de ciudad en 1971. Desde 1986 se ubica en una de las áreas más afectadas por el accidente de Chernóbil.
Se ubica junto a la orilla occidental del río Sozh, unos 40 km al norte de la capital provincial Gómel, junto al cruce de las carreteras P30 y P38.